# Lažany (Štědrá)
Lažany (německy Laschin) jsou malá vesnice, část obce Štědrá v okrese Karlovy Vary v Karlovarském kraji. Nachází se asi jeden kilometr západně od Štědré. Ve vsi stojí kaple svatého Floriána s barokní lomenicí, věžičkou a valbovou střechou. Svátek svatého Floriána byl v Lažanech vždy dnem klidu. Další dvě kaple byly v obci v době socializmu zbořeny. Ve vsi je šest rekreačních objektů a meditační centrum. Prochází zde silnice II/207. Lažany leží v katastrálním území Lažany u Štědré o rozloze 5,96 km².

## Historie
První písemná zmínka o vesnici pochází z roku 1379.

## Obyvatelstvo
Při sčítání lidu v roce 1921 zde žilo 280 obyvatel (z toho 131 mužů) německé národnosti a římskokatolického vyznání. Podle sčítání lidu z roku 1930 měla vesnice 259 obyvatel se stejnou národnostní a náboženskou strukturou. V roce 1945 měla obec 233 obyvatel v 57 domech.
|                                                                 | 1869 | 1880 | 1890 | 1900 | 1910 | 1921 | 1930 | 1950 | 1961 | 1970 | 1980 | 1991 | 2001 | 2011 | 2021 |
| --------------------------------------------------------------- | ---- | ---- | ---- | ---- | ---- | ---- | ---- | ---- | ---- | ---- | ---- | ---- | ---- | ---- | ---- |
| Obyvatelé                                                       | 282  | 254  | 282  | 274  | 254  | 280  | 259  | 148  | 110  | 90   | 66   | 68   | 78   | 80   | 79   |
| Domy                                                            | 47   | 49   | 51   | 50   | 49   | 49   | 50   | 39   | —    | 25   | 22   | 22   | 28   | 32   | 35   |
| Počet domů z roku 1961 je zahrnut v domech místní části Štědrá. |      |      |      |      |      |      |      |      |      |      |      |      |      |      |      |

## Obecní správa
Při sčítání lidu v letech 1869–1950 Lažany byly samostatnou obcí, se kterým patřily nejprve do okresu Žlutice, ale v roce 1950 v okrese Toužim. Od roku 1960 jsou částí obce Štědrá v okrese Karlovy Vary. V roce 1950 k obci patřily Mostec a Přestání.

## Pamětihodnosti
- Usedlost čp. 28
- Kaple svatého Floriána